# Chassalia pedicellata
Chassalia pedicellata är en måreväxtart som beskrevs av Theodoric Valeton. Chassalia pedicellata ingår i släktet Chassalia och familjen måreväxter. Inga underarter finns listade i Catalogue of Life.